# Pastisseria Collboni
Can Collboni és una pastisseria centenària de Catalunya i l'establiment comercial en actiu més antic de Palamós, fundat l'any 1888. Situada al Carrer Major, destaca per la seva oferta de postres clàssiques, com el braç de gitano o el tortell de nata, així com pels tradicionals tortells de Reis, mones de Pasqua, coques de Sant Joan i panellets. L'any 2021 va ser guardonat per la Generalitat de Catalunya amb el Premi Nacional als Establiments Comercials Centenaris.

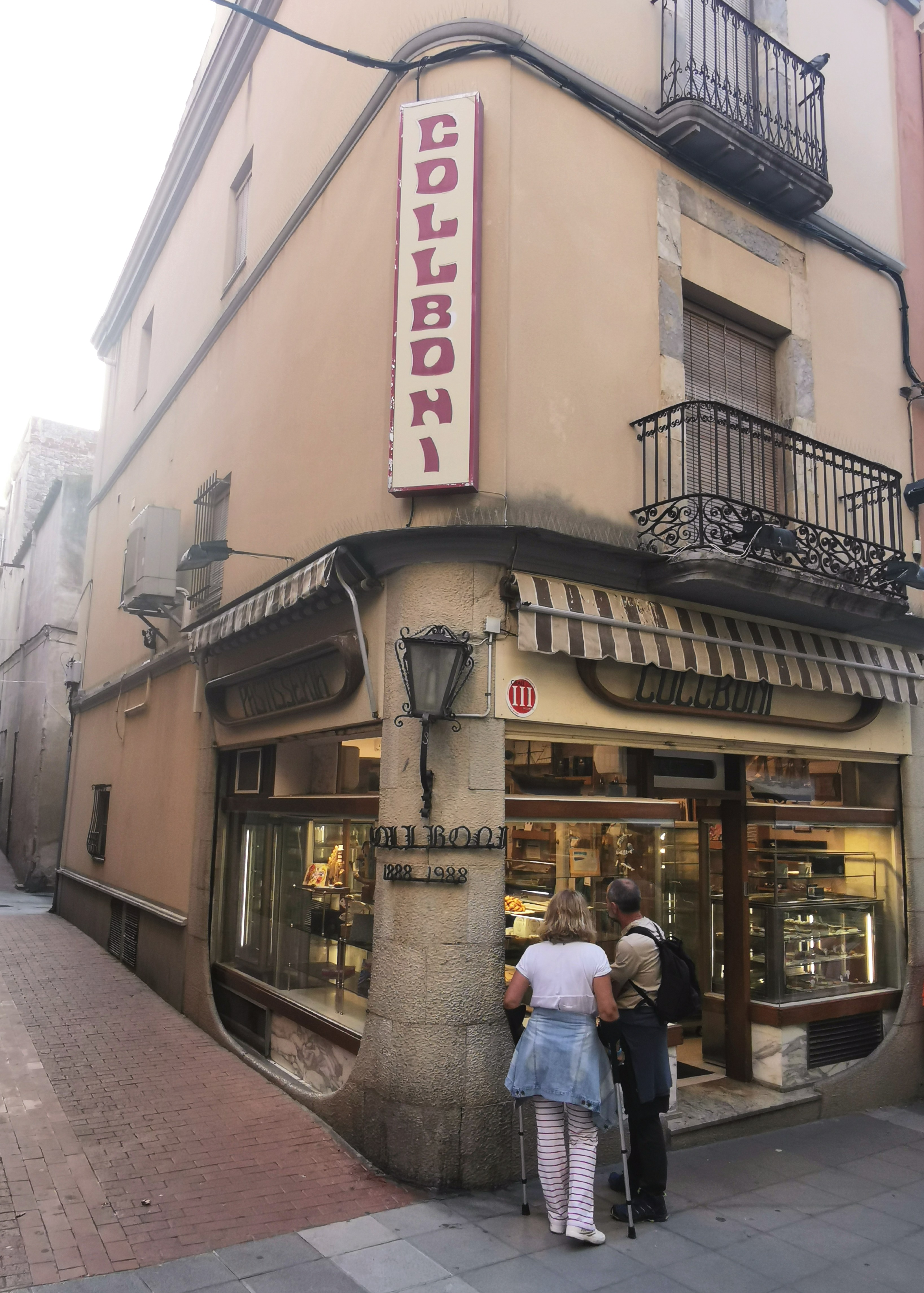
Façana de Can Collboni